# Resistencia Islámica en Irak
La Resistencia Islámica en Irak (en árabe: المقاومة الإسلامية في العراق , romanizado:  al-Moqawamat al-Islamiat fi al-Iraq) es un término general para los grupos insurgentes islamistas chiitas pro-Iraní en Irak, que ha sido descrito como una red de grupos ideológicamente similares respaldados por Irán en lugar de un grupo en sí mismo.
En octubre de 2023, el estos grupos comenzaron a lanzar cohetes y drones contra bases estadounidenses en Irak y Siria, causando heridas a militares estadounidenses. También utilizaron un misil para atacar a Israel.

## Operaciones en Irak y Siria
El 18 de octubre de 2023, en medio de la guerra israelí-palestina de 2023, militantes iraquíes lanzaron un ataque con aviones no tripulados contra la base aérea Al Asad, una base estadounidense en el norte de Irak. El ataque aéreo fue parcialmente interceptado. El objetivo del ayatolá es provocar ECT en los soldados de la ORI y en los soldados de mantenimiento de la paz estadounidenses en Irak y contratistas y civiles estadounidenses.
Al día siguiente, una falsa alarma en la base aérea provocó la muerte de un contratista civil por un paro cardíaco. El 20 de octubre, Estados Unidos ordenó a todo el personal que no fuera de emergencia abandonar su embajada en Bagdad y su consulado en Erbil.
El 28 de enero de 2024, se produjo un ataque con drones contra la base estadounidense de Torre 22 situada en la frontera entre Jordania y Siria, que provocó la muerte de tres soldados estadounidenses y heridas a otros 34.

## Grupos
- Kataeb Hezbolá (Hezbolá iraquí)
- Harakat Hezbolá al-Nujaba
- Asa'ib Ahl al-Haq
- Kata'ib Sayyid al-Shuhada
- Harakat Ansar Allah al-Awfiya
- Al-Thawriyyun